# Бонапарт-Патерсон, Жером Наполеон
Жером Наполеон «Бо» Бонапарт-Патерсон (фр. Jérôme-Napoléon Bonaparte, англ. Jérôme Napoléon "Bo" Bonaparte, 5 июля 1805, Камберуэлл, Лондон — 17 июня 1870, Балтимор) — американский фермер, председатель сельскохозяйственного общества Мэриленда, основатель и первый президент Мэриленд-клуба. Родоначальник американской линии династии Бонапартов.

## Биография
Родился 5 июля 1805 года в Лондоне. Единственный сын Жерома Бонапарта (1784—1860), будущего короля Вестфалии, от первого брака с Элизабет Патерсон (1785—1879), дочерью богатого балтиморского коммерсанта Уильяма Патерсона (1752—1835). Воспитывался матерью в духе католицизма.
Несмотря на рождение в Лондоне, Жером вместе со своей богатой матерью проживал в США. В 1805 году по требованию французского императора Наполеона Жером Бонапарт вынужден был развестись со своей первой супругой. После развода родителей Жером был лишен права во Франции носить фамилию «Бонапарт», впоследствии его решение было отменено его двоюродным братом, Наполеоном III.
Жером Наполеон Бонапарт окончил колледж Маунт-Сент-Мэри (сейчас — университет Маунт-Сент-Мэри) в 1817 году, затем получил диплом юриста в Гарварде, но никогда не занимался юридической практикой. Он был одним из основателей и первым президентом Мэриленд-клуба.
В возрасте 14 лет Жером Наполеон Бонапарт переехал в Европу, где прожил несколько лет. В Италии он встретился с членами семьи Наполеона, жившими там после реставрации Бурбонов. Некоторое время даже стоял вопрос о его браке с принцессой Шарлоттой (1802—1839), младшей дочерью Жозефа Бонапарта. В 1823 году он вернулся в США и поступил в Гарвардский университет, который окончил в 1826 году. В том же году Жером вторично совершил поездку в Италию, где встречался со своим отцом, с которым до этого он находился в переписке. В 1827 году Жером Бонапарт вернулся в США.
В правление короля Луи-Филиппа Жером Бонапарт получил разрешение на посещение Франции, но только под именем Патерсона, что он и сделал в 1839 году.
В 1854 году по приглашению вступившего на престол Наполеона III Жером Бонапарт и его старший сын посетили Францию. В июне они прибыли в Париж, где во дворце Сен-Клу были приняты самим императором. Наполеон III восстановил право Жерома и его потомков на использование имени Бонапарт (но его потомки были лишены прав на наследование французского императорского престола).
17 июня 1870 года Жером Наполеон Бонапарт скончался от рака горла в Балтиморе.

## Брак и дети
В ноябре 1829 года Жером Бонапарт женился на Сьюзан-Мэй Вилльямс (1812—1881), дочери богатого коммерсанта из Балтимора Бенджамина Вилльямса и Сары Копленд. Супруги в браке имели двух сыновей:
- Жером Наполеон Бонапарт (1830—1893), офицер американской и французской армий
- Чарльз Джозеф Бонапарт (1851—1921), американский государственный деятель.